# A'-anepada
A'-anepada (um 2500 v. Chr.) war ein König der 1. Dynastie von Ur im Frühdynastikum. Er war Sohn von Mesanepada und ist vor allem durch Inschriften auf Weihgaben belegt. Ihm wird auch der Bau des Tempels in Tell el-Obed zugeschrieben.